# Максимилиан I (Бавария)
Максимилиан I (на немски: Maximilian I.; * 17 април 1573, Мюнхен; † 27 септември 1651, Инголщат) от баварската династия Вителсбахи, e херцог на Бавария (от 4 февруари 1598 г., след абдикацията на баща му), курфюрст на Пфалц (1623 – 1648) и от 1648 г. – курфюрст на Бавария, Свещената Римска империя. Управлява по време на Тридесетгодишната война.

## Произход и ранни години
Максимилиан е син на херцог Вилхелм V от Бавария (1548 – 1626) и Рената (1544 – 1602), дъщеря на Франц I, херцог на Лотарингия.
Посещава йезуитски колеж, а от 1587 г. следва в университета в Инголщат заедно с братовчед му, по-късния император Фердинанд II.
На 6 февруари 1595 г. в Нанси Максимилиан I се жени за братовчедката си принцеса Елизабета Рената Лотарингска (1574 – 1635), дъщеря на херцог Карл III от Лотарингия и Клавдия Валоа от Франция, дъщеря на крал Анри II.

## Управление
Поема управлението от баща си на 4 февруари 1598 г. когато обществената хазна е празна. Започва с големи реформи. През 1616 г. създава нов ред за земите, полицията, съда и силна войска.
През 1609 г. Максимилиан I получава правото да ръководи Католическата лига и получава град Донаувьорт от император Рудолф II на 14 април 1618 г.

### Тридесетгодишна война
Въпреки враждебното си отношение към Хабсбургите, той приема през 1619 година страната на император Фердинанд II и поставя войската си под предводителството на Йохан Церклас Тили. Последният с помощта на тези 25 000 баварци разбива напълно Фридрих V Пфалц и чехите при Бела планина при Прага на 8 ноември 1620 и завоюва Пфалц. Като награда за това, Максимилиан I получава през 1623 година от императора Горен Пфалц и титлата пфалцски курфюрст. Така Херцогство Бавария става Курфюрство Бавария.
Във Вестфалския мир от 1648 г. курфюрстката му владетелска титла и спечелените територии на Бавария са потвърдени.

### Брак с Мария Анна Австрийска
През 1635 г. Максимилиан I и съпругата му Елизабета Рената бягат от страх от опасността от чума в манастир Раншофен при Браунау на Ин, където Елизабета умира на 4 януари. Повече от 40-годишния им брак остава бездетен.
Същата година на 15 юли 1635 г. в Августинската църква във Виена Максимилиан I се жени за своята племенница, ерцхерцогиня Мария Анна Австрийска (1610 – 1665), дъщеря на император Фердинанд II и сестра му Мария Анна Баварска.
Мария Анна е красива и много умна, говори освен немски и италиански. Нейната зестра са 250 000 гулдена, замъка Васербург и други земи. Бракът е щастлив. Тя помага на съпруга си в управлението и се интересува от политиката на курфюрството. Взема лично участие в заседанията на министерския съвет. Води политическа кореспонденция. Пише си и с брат си и други дворцови чиновници.

### Вътрешна политика. Смърт
Максимилиан I разширява Мюнхенската резиденция, като тя се превръща в най-големия и най-импозантния дворец в рамките на империята.
Към края на живота си Максимилиан I се ангажира най-вече с религията. Умира на 27 септември 1651 г. по време на поклонение в Инголщат. Сърцето му е погребано в Алтьотинг, Инголщат. Гробът му се намира в църквата „Св. Михаил“ в Мюнхен.
Крал Лудвиг I му построява красив паметник на кон през 1839 г. на площад „Вителсбахерплац“ в Мюнхен.

## Деца
Максимилиан I и Мария Анна имат децата:
- Фердинанд Мария (1636 – 1679), ∞ 1652 принцеса Хенриета Аделхайд Савойска (1636 – 1676), дъщеря на херцог Виктор Амадей I от Савоя
- Максимилиан Филип Хиронимус (1638 – 1705), херцог на Бавария-Лойхтенберг, ∞ 1668 принцеса Маурита Феброния de La Tour d’Auvergne (1652 – 1706), дъщеря на Фредерик-Морис de La Tour d’Auvergne, duc de Bouillon.